# Леннард-Джонс, Джон Эдвард
Сэр Джон Эдвард Леннард-Джонс (англ. John Edward Lennard-Jones; 27 октября 1894, Ли — 1 ноября 1954, Сток-он-Трент) — английский физик- и химик-теоретик. Член Лондонского королевского общества (1933).

## Биография
Джон Эдвард Джонс родился в городке Ли (графство Ланкашир), обучался в местной грамматической школе. В 1912 году он поступил в Манчестерский университет, где изучал математику, занимался вопросами теории звука и получил степень магистра наук. В 1915 году, во время Первой мировой войны, поступил на службу в Королевские ВВС, служил во Франции. Он также участвовал в проведении аэродинамических расчетов в Национальной физической лаборатории.
В 1919 году, после возвращения из армии, Джонс преподавал математику в Манчестерском университете, получил степень доктора наук. В это время зарождается его интерес к кинетической теории газов. В 1922 году Джонс получил стипендию в честь Всемирной выставки 1851 года (см. 1851 Research Fellowship) и получил возможность отправиться в Кембриджский университет, где в 1924 году защитил диссертацию на степень доктора философии. В следующем году он женился на Кэтлин Леннард и изменил свою фамилию на двойную — Леннард-Джонс. В Кембридже под влиянием Ральфа Фаулера он увлекся проблемой межатомных и межмолекулярных сил.
В 1925 году Леннард-Джонс был избран лектором по математической физике Бристольского университета, а полтора года спустя возглавил кафедру теоретической физики (Melville Wills Chair of Theoretical Physics). В течение 1929 года он изучал квантовую механику в Гёттингене, после чего стал активно применять эту новую науку к проблеме структуры молекул и твердых тел. В 1930—1932 годах Леннард-Джонс был деканом факультета наук Бристольского университета — это была его первая чисто административная должность.
В 1932 году Леннард-Джонс получил место профессора теоретической химии (Plummer Chair of Theoretical Chemistry) в Кембридже, должность, специально введенную для него. Здесь он основал известную школу теоретической химии, многие его ученики стали успешными учеными. В 1937 году Леннард-Джонс выступил одним из основателей математической лаборатории Кембриджского университета (см. University of Cambridge Computer Laboratory), которую возглавлял в первые годы её существования. В 1939 году он выступил одним из инициаторов автоматизации квантовомеханических расчетов, для чего был создан небольшой дифференциальный анализатор.
После начала Второй мировой войны Леннард-Джонс руководил группой математиков, занимавшихся военными расчетами (баллистические вычисления), занимал различные консультативные должности в Министерстве снабжения (см. Ministry of Supply). После окончания войны, в августе 1945 года, он возглавил научные исследования Министерства снабжения, занимался их переводом на мирные рельсы, однако через год решил вернуться в Кембриджский университет. Здесь он выступил с рядом инициатив по улучшению научного и образовательного процесса. В 1948—1950 годах он был президентом Фарадеевского общества. В 1947—1954 годах он являлся членом исследовательского отдела Лондонской национальной галереи.
В 1953 году он был приглашен занять пост директора университетского колледжа Северного Стаффордшира, в котором проводился эксперимент по реорганизации учебного процесса и администрирования. Имя Леннард-Джонса носит одна из лабораторий Университета Кила (бывший университетский колледж Северного Стаффордшира, см. Keele University). Королевское химическое общество вручает Медаль имени Леннард-Джонса.

## Научная деятельность
Научные труды Леннард-Джонса посвящены квантовой химии, статистической механике, атомной физике. В 1924 году он предложил полуэмпирический потенциал для описания межатомных сил (потенциал Леннард-Джонса), который использовал для расчета энергетических параметров кристаллических решеток ряда веществ. Он также интерпретировал параметры уравнения Ван-дер-Ваальса в терминах межмолекулярных сил.
Леннард-Джонс исследовал критические явления, разрабатывал методы описания жидкостей и плотных газов. С 1932 года он занимался теорией адсорбции, показал возможность образования ковалентных связей между молекулой и адсорбирующей поверхностью. На этой основе была построена классификация видов адсорбции.
Леннард-Джонс по праву считается одним из основоположников квантовой химии. В 1928—1932 годах наряду с Фридрихом Хундом и Робертом Малликеном он заложил основы одного из основных квантовохимических подходов — метода молекулярных орбиталей. В 1929 году он использовал этот подход к двухатомным молекулам и дал первое обоснование парамагнетизма молекулы кислорода. В дальнейшем он разрабатывал приложения этого метода к исследованию строения различных молекул: в 1937 году рассмотрел полиены и ароматические молекулы, в ряде статей с 1949 года обосновал теорию химической валентности. В 1951 году провел первые вычисления потенциалов ионизации органических молекул, воспользовавшись методом эквивалентных орбит.

## Награды
- Рыцарь-командор Ордена Британской империи (1946)
- Почетный доктор наук Кембриджского университета (1946)
- Медаль Дэви Лондонского королевского общества (1953)
- Премия Хопкинса Кембриджского философского общества (1953)
- Почетный доктор Оксфордского университета (1954)
- Медаль Лонгстаффа Химического общества (1954)

## Основные публикации
- J. E. Jones. On the Determination of Molecular Fields. I. From the Variation of the Viscosity of a Gas with Temperature // Proceedings of the Royal Society of London A. — 1924. — Vol. 106. — P. 441-462. — doi:10.1098/rspa.1924.0081.
- J. E. Jones, A. E. Ingham. On the Calculation of Certain Crystal Potential Constants, and on the Cubic Crystal of Least Potential Energy // Proceedings of the Royal Society of London A. — 1925. — Vol. 107. — P. 636-653. — doi:10.1098/rspa.1925.0047.
- W. E. Garner, J. E. Lennard-Jones. Molecular Spectra and Molecular Structure. A general discussion // Transactions of the Faraday Society. — 1929. — Vol. 25. — P. 611-627. — doi:10.1039/TF9292500611.
- J. E. Lennard-Jones. The electronic structure of some diatomic molecules // Transactions of the Faraday Society. — 1929. — Vol. 25. — P. 668-686. — doi:10.1039/TF9292500668.
- J. E. Lennard-Jones. Cohesion // Proceedings of the Physical Society. — 1931. — Vol. 43, № 5. — P. 461–482. — doi:10.1088/0959-5309/43/5/301.
- J. E. Lennard-Jones. Processes of adsorption and diffusion on solid surfaces // Transactions of the Faraday Society. — 1932. — Vol. 28. — P. 333-359. — doi:10.1039/TF9322800333.
- J. E. Lennard-Jones, A. F. Devonshire. Diffraction and Selective Adsorption of Atoms at Crystal Surfaces // Nature. — 1936. — Vol. 137. — P. 1969-1070. — doi:10.1038/1371069a0.
- J. E. Lennard-Jones, A. F. Devonshire. Critical and Co-Operative Phenomena. III. A Theory of Melting and the Structure of Liquids // Proceedings of the Royal Society of London A. — 1939. — Vol. 169. — P. 317-338. — doi:10.1098/rspa.1939.0002.
- J. Lennard-Jones. The Molecular Orbital Theory of Chemical Valency. I. The Determination of Molecular Orbitals // Proceedings of the Royal Society of London A. — 1949. — Vol. 198. — P. 1-13. — doi:10.1098/rspa.1949.0083.
- G. G. Hall, J. Lennard-Jones. The Molecular Orbital Theory of Chemical Valency. VII. Molecular Structure in Terms of Equivalent Orbitals // Proceedings of the Royal Society of London A. — 1951. — Vol. 205. — P. 357-374. — doi:10.1098/rspa.1951.0034.